# Czechosłowacja na Zimowych Igrzyskach Olimpijskich 1948
Czechosłowację na Zimowych Igrzyskach Olimpijskich 1948 reprezentowało 47 zawodników, 41 mężczyzn i 6 kobiet.

## Zdobyte medale
| Medal  | Zawodnik | Dyscyplina      | Konkurencja      | Rezultat |
| ------ | --- | --------------- | ---------------- | --- |
| Srebro | Bohumil Modrý Zdeněk Jarkovský Miroslav Sláma Josef Trousílek Přemysl Hainý Vilibald Šťovík Oldřich Zábrodský Miloslav Pokorný Ladislav Troják Vladimír Zábrodský Stanislav Konopásek Václav Roziňák Jaroslav Drobný Karel Stibor Vladimír Kobranov Gustav Bubník Vladimír Bouzek | Hokej na lodzie | Turniej mężczyzn | Zdobyli tyle samo punktów co Kanada, w bezpośrednim spotkaniu było 0:0, lecz Kanada miała lepszy bilans bramkowy |

## SKład kadry

### Biegi narciarskie
Mężczyźni
| Zawodnik                                                          | Konkurencja        | czas               | Pozycja            |
| ----------------------------------------------------------------- | ------------------ | ------------------ | ------------------ |
| Jaroslav Cardal                                                   | Bieg na 18 km      | 1:25:44            | 40.                |
| Vít Fousek                                                        | Bieg na 18 km      | 1:29:37            | 58.                |
| Bohumil Kosour                                                    | Bieg na 18 km      | 1:29:37            | 58.                |
| Jaroslav Zajíček                                                  | Bieg na 18 km      | 1:29:44            | 60.                |
| Štefan Kovalčík                                                   | Bieg na 18 km      | 1:31:06            | 63.                |
| Jaroslav Kadavý                                                   | Bieg na 18 km      | 1:32:17            | 67.                |
| František Šimůnek                                                 | Bieg na 18 km      | 1:35:21            | 72.                |
| Jaroslav Lukeš                                                    | Bieg na 18 km      | 1:41:00            | 78.                |
| Jaroslav Cardal                                                   | Bieg na 50 km      | 4:14:34            | 8.                 |
| František Balvín                                                  | Bieg na 50 km      | 4:17:51            | 11.                |
| Jaroslav Zajíček                                                  | Bieg na 50 km      | 4:44:35            | 20.                |
| Vít Fousek                                                        | Bieg na 50 km      | Nie ukończył biegu | Nie ukończył biegu |
| Štefan Kovalčík František Balvín Jaroslav Zajíček Jaroslav Cardal | Sztafeta 4 × 10 km | 2:54:56            | 8.                 |

### Bobsleje
Mężczyźni
| Osada | Zawodnik                                                | Konkurencja | Ślizg 1 | Ślizg 2 | Ślizg 3 | Ślizg 4 | Łącznie | Pozycja |
| ----- | ------------------------------------------------------- | ----------- | ------- | ------- | ------- | ------- | ------- | ------- |
| TCH-1 | Max Ippen Eduard Novotný                                | Dwójki      | 1:27,2  | 1:26,4  | 1:26,3  | 1:26,7  | 5:46,6  | 14.     |
| TCH-1 | Max Ippen František Zajíček Ivan Šipajlo Eduard Novotný | Czwórki     | 1:20,6  | 1:24,1  | 1:25,4  | 1:25,4  | 5:35,5  | 14.     |

### Hokej na lodzie
Reprezentacja mężczyzn
| - Bohumil Modrý - Zdeněk Jarkovský - Miroslav Sláma - Josef Trousílek - Přemysl Hainý - Vilibald Šťovík - Oldřich Zábrodský - Miloslav Pokorný - Ladislav Troják |  | - Vladimír Zábrodský - Stanislav Konopásek - Václav Roziňák - Jaroslav Drobný - Karel Stibor - Vladimír Kobranov - Gustav Bubník - Vladimír Bouzek |

Reprezentacja Czechosłowaci brała udział w rozgrywkach turnieju olimpijskiego (grano systemem każdy z każdym) zajmując w nim drugie miejsce.

### Tabela końcowa
| Drużyna           | M | Mecze | Mecze | Mecze | Bramki | Bramki | Bramki | Pkt | Uwagi           |
| Drużyna           | M | W     | R     | P     | +      | -      | +/-    | Pkt | Uwagi           |
| ----------------- | - | ----- | ----- | ----- | ------ | ------ | ------ | --- | --------------- |
| Kanada            | 8 | 7     | 1     | 0     | 69     | 5      | +64    | 15  |                 |
| Czechosłowacja    | 8 | 7     | 1     | 0     | 80     | 18     | +62    | 15  |                 |
| Szwajcaria        | 8 | 6     | 0     | 2     | 67     | 21     | +46    | 12  |                 |
| Szwecja           | 8 | 4     | 0     | 4     | 55     | 28     | +27    | 8   |                 |
| Wielka Brytania   | 8 | 3     | 0     | 5     | 39     | 47     | -8     | 6   |                 |
| Polska            | 8 | 2     | 0     | 6     | 29     | 97     | -68    | 4   |                 |
| Austria           | 8 | 1     | 0     | 7     | 33     | 77     | -44    | 2   |                 |
| Włochy            | 8 | 0     | 0     | 8     | 24     | 156    | -132   | 0   |                 |
| Stany Zjednoczone | 8 | 5     | 0     | 3     | 86     | 33     | +53    | 10  | Dyskwalifikacja |

Wyniki
| 30 stycznia 1948 | Czechosłowacja | 22:3 | Włochy |  |

|  |  |  |  |  |

| 31 stycznia 1948 | Czechosłowacja | 6:3 | Szwecja |  |

|  |  |  |  |  |

| 1 lutego 1948 | Czechosłowacja | 13:1 | Polska |  |

|  |  |  |  |  |

| 2 lutego 1948 | Czechosłowacja | 11:4 | Wielka Brytania |  |

|  |  |  |  |  |

| 4 lutego 1948 | Czechosłowacja | 17:3 | Austria |  |

|  |  |  |  |  |

| 6 lutego 1948 | Kanada | 0:0 | Czechosłowacja |  |

|  |  |  |  |  |

| 7 lutego 1948 | Czechosłowacja | 7:1 | Szwajcaria |  |

|  |  |  |  |  |

| 8 lutego 1948 | Czechosłowacja | 4:3 | Stany Zjednoczone |  |

|  |  |  |  |  |

### Kombinacja norweska
Mężczyźni
| Zawodnik          | Konkurencja   | Bieg narciarski | Bieg narciarski | Bieg narciarski | Skoki narciarskie | Skoki narciarskie | Skoki narciarskie | Skoki narciarskie | Skoki narciarskie | Łącznie | Pozycja |
| Zawodnik          | Konkurencja   | Czas biegu      | Pozycja         | Punkty          | Skok 1            | Skok 2            | Skok 3            | Punkty            | Pozycja           | Łącznie | Pozycja |
| ----------------- | ------------- | --------------- | --------------- | --------------- | ----------------- | ----------------- | ----------------- | ----------------- | ----------------- | ------- | ------- |
| Jaroslav Kadavý   | Indywidualnie | 1:32:17         | 29.             | 157,50          | 51,5              | 55,0              | 55,0              | 181,1             | 29,               | 338,60  | 31.     |
| Bohumil Kosour    | Indywidualnie | 1:29:44         | 24.             | 169,50          | 44,5              | 47,5              | 48,5 (upadek)     | 159,0             | 37.               | 328,50  | 32.     |
| Jaroslav Lukeš    | Indywidualnie | 1:41:00         | 37.             | 115,50          | 63,5              | 62,0              | 65,0              | 205,4             | 12.               | 320,90  | 35.     |
| František Šimůnek | Indywidualnie | 1:35:21         | 32.             | 142,50          | 51,0              | 50,0              | 52,0              | 169,8             | 35.               | 312,30  | 36.     |

### Łyżwiarstwo figurowe
| Zawodnik                        | Konkurencja   | Nota                      | Pozycja                   |
| ------------------------------- | ------------- | ------------------------- | ------------------------- |
| Jiřína Nekolová                 | Solistki      | 154,088                   | 4.                        |
| Alena Vrzáňová                  | Solistki      | 153,044                   | 5.                        |
| Dagmar Lerchová                 | Solistki      | 144,433                   | 13.                       |
| Ladislav Čáp                    | Soliści       | 160,233                   | 10.                       |
| Zdeněk Fikar                    | Soliści       | 154,155                   | 13.                       |
| Blažena Knittlová Karel Vosátka | Pary sportowe | Nie ukończyli konkurencji | Nie ukończyli konkurencji |

### Łyżwiarstwo szybkie
Mężczyźni
| Zawodnik       | Konkurencja   | Konkurencja   | Konkurencja    | Konkurencja    | Konkurencja    | Konkurencja    | Konkurencja      | Konkurencja      |
| Zawodnik       | Bieg na 500 m | Bieg na 500 m | Bieg na 1500 m | Bieg na 1500 m | Bieg na 5000 m | Bieg na 5000 m | Bieg na 10 000 m | Bieg na 10 000 m |
| Zawodnik       | Czas          | Miejsce       | Czas           | Miejsce        | Czas           | Miejsce        | Czas             | Miejsce          |
| -------------- | ------------- | ------------- | -------------- | -------------- | -------------- | -------------- | ---------------- | ---------------- |
| Vladimír Kolář | 46,1          | 26.           | 2:25,6         | 26.            | 8:58,9         | 22.            | Dyskwalifikacja  | Dyskwalifikacja  |

### Narciarstwo alpejskie
Mężczyźni
Zjazd
| Zawodnik       | Czas   | Miejsce |
| -------------- | ------ | ------- |
| Antonín Šponar | 3:09,1 | 17.     |
| Luboš Brchel   | 3:12,4 | 27.     |
| Daniel Šlachta | 3:29,4 | 46.     |

Slalom specjalny
| Zawodnik       | Czas 1. przejazdu     | Czas 2. przejazdu | Łączny czas              | Pozycja                  |
| -------------- | --------------------- | ----------------- | ------------------------ | ------------------------ |
| Luboš Brchel   | 1:10,8                | 1:05,8            | 2:16,8                   | 9.                       |
| Antonín Šponar | 1:20,2                | 1:06,5            | 2:26,7                   | 22.                      |
| Daniel Šlachta | 1:21,0                | 1:17,7            | 2:38,7                   | 33.                      |
| Zdeněk Parma   | nie ukończył przejzdu | -                 | Nie ukończył konkurencji | Nie ukończył konkurencji |

Kombinacja
| Zawodnik       | Zjazd  | Zjazd   | Zjazd  | Slalom            | Slalom            | Slalom  | Slalom | Łącznie | Łącznie |
| Zawodnik       | Czas   | Pozycja | Punkty | Czas 1. przejazdu | Czas 2. przejazdu | Pozycja | Punkty | Punkty  | Pozycja |
| -------------- | ------ | ------- | ------ | ----------------- | ----------------- | ------- | ------ | ------- | ------- |
| Antonín Šponar | 3:09,1 | 17.     | 7,84   | 1:13,1            | 1:09,4            | 6.      | 3,35   | 11,19   | 9.      |
| Luboš Brchel   | 3:12,4 | 27.     | 9,82   | 1:19,1            | 1:07,2            | 13.     | 5,03   | 14,85   | 14.     |
| Daniel Šlachta | 3:29,4 | 46.     | 19,20  | 1:37,4            | 1:12,0            | 36.     | 15,21  | 34,41   | 33.     |

Kobiety
Zjazd
| Zawodniczka           | Czas   | Miejsce |
| --------------------- | ------ | ------- |
| Alexandra Nekvapilová | 2:37,2 | 14.     |
| Božena Moserová       | 2:46,1 | 25.     |

Slalom specjalny
| Zawodniczka           | Czas 1. przejazdu | Czas 2. przejazdu | Łączny czas | Pozycja |
| --------------------- | ----------------- | ----------------- | ----------- | ------- |
| Alexandra Nekvapilová | 1:03,2            | 1:08,8            | 2:12,0      | 16.     |
| Božena Moserová       | 1:12,5            | 1:07,6            | 2:20,1      | 19.     |

Kombinacja
| Zawodniczka           | Zjazd  | Zjazd   | Zjazd  | Slalom            | Slalom            | Slalom  | Slalom | Łącznie | Łącznie |
| Zawodniczka           | Czas   | Pozycja | Punkty | Czas 1. przejazdu | Czas 2. przejazdu | Pozycja | Punkty | Punkty  | Pozycja |
| --------------------- | ------ | ------- | ------ | ----------------- | ----------------- | ------- | ------ | ------- | ------- |
| Alexandra Nekvapilová | 2:37,2 | 14.     | 5,63   | 1:05,9            | 1:02,9            | 4.      | 5,35   | 10,98   | 9.      |
| Božena Moserová       | 2:46,1 | 25.     | 11,26  | 1:14,6            | 1:07,0            | 19.     | 11,75  | 23,01   | 18.     |

### Skoki narciarskie
Mężczyźni
| Skoczek             | Skok 1    | Skok 2    | Nota  | Pozycja |
| Skoczek             | odległość | odległość | Nota  | Pozycja |
| ------------------- | --------- | --------- | ----- | ------- |
| Miloslav Bělonožník | 61,0      | 60,0      | 203,9 | 16.     |
| Zdeněk Remsa        | 59,0      | 61,5      | 198,6 | 20.     |
| Jaroslav Lukeš      | 58,0      | 60,5      | 198,5 | 21.     |
| Josef Císař         | 59,0      | 62,0      | 189,4 | 29.     |